# Hans Knappertsbusch
Hans Knappertsbusch Elberfeld, Wuppertal, 1888. március 12. – München, 1965. október 25.) német karmester. A legismertebb Richard Wagner, Anton Bruckner és Richard Strauss zenéjéről, valamint egyedülálló nyilvános személyiségéről és vezető stílusáról. A mai napig Wagner, különösen a Parsifal műveinek értelmezését sokan a 20. század legjobbjai közé tartják.
Knappertsbusch Elberfeldben született, a mai Wuppertalban. Bonn Egyetemen filozófiát tanult és a Kölni Konzervatóriumban vezényelést Fritz Steinbach mellett. Néhány nyáron segített Siegfried Wagnernek és Richter Jánosnak Bayreuthban. Pályafutását Elberfeldben (1913–1918), Lipcsében (1918–1919) és Dessauban (1919–1922) kezdte. Amikor Bruno Walter elhagyta Münchent New Yorkba, Knappertsbusch a Bajor Állami Zenekar és a Bajor Állami Operaház általános zenei igazgatója lett, egész életen át tartó szerződéssel. Knappertsbusch később megtagadta a náci párthoz való csatlakozást.

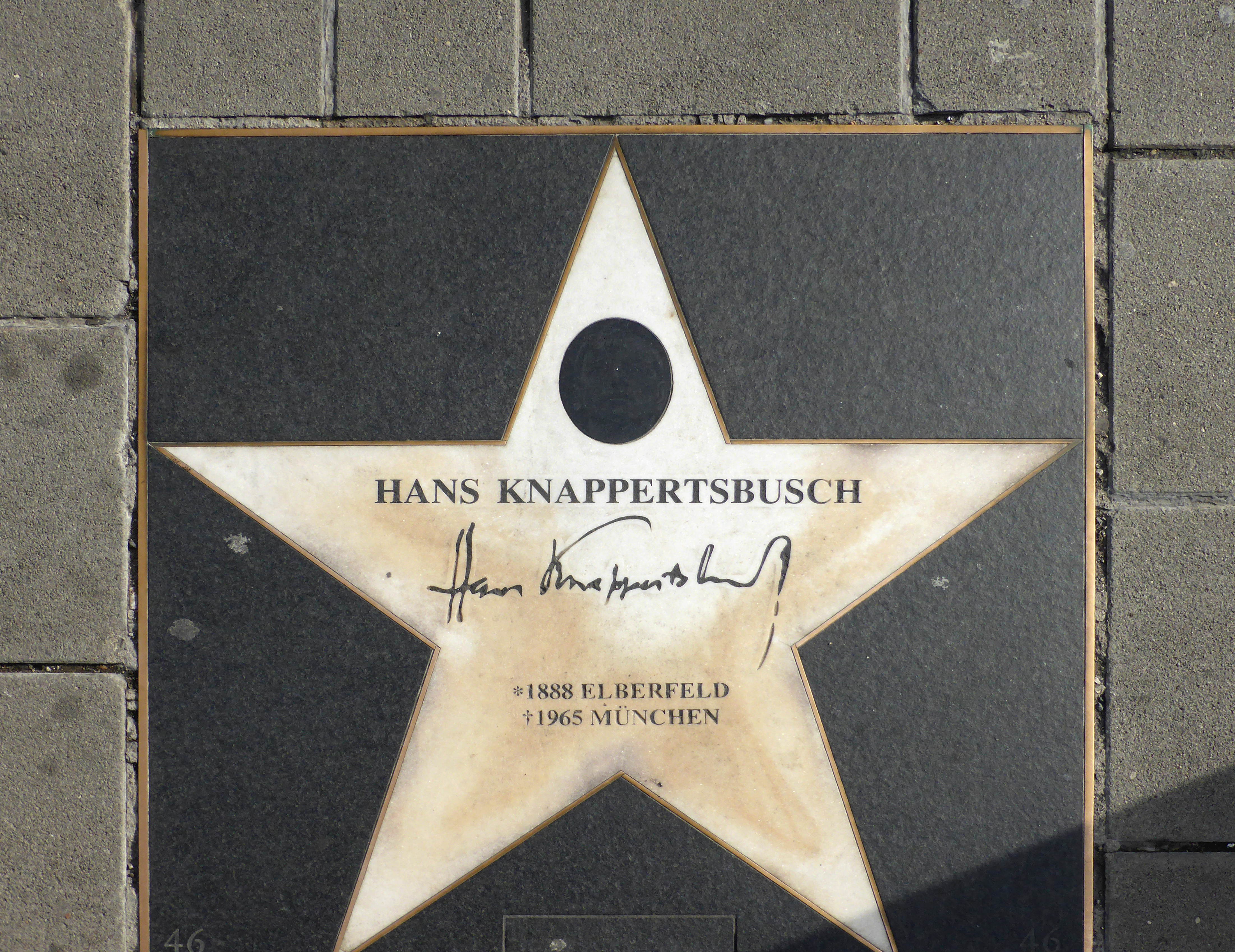
Csillaga a bécsi hírességek sétányán

1933 áprilisában, Knappertsbusch, Richard Strauss és más kiemelkedő német zenészek mellett rövid nyilatkozatot adott ki a Münchner Neueste Nachrichten újságban, Protest der Richard-Wagner-Stadt München ("München Wagner városának tiltakozása" címmel"), Thomas Mann Leiden und Größe Richard Wagners ("Richard Wagner szenvedése és nagysága") válaszában kritikus, de végső soron csodálatos előadás a zeneszerzőről. Az aláírók, akik általánosan konzervatív (bár nem feltétlenül nemzetiszocialista) világnézetet tartottak, a szöveget tekintették, amely lényegében pszichoanalitikus értekezés volt Wagner-nél, mint megalázó és illetlen. Amellett, hogy a náci párt iránti eskü iránti kérelmet hamarosan az után írta le és írta le, hogy az írók és a művészek általában abban az időben jártak el, erőfeszítéseik hozzájárultak Mann döntéséhez, hogy soha nem tér vissza Németországba a második világháború végéig.
Knappertsbusch magasan képzett mérsékelt nacionalista volt, és soha nem tartott NSDAP tagságot. Nem volt szimpátiája a nácik iránt, amelyet durva és civilizálatlannak tartott, és szokatlanul kifejezetten érezte magát az övékben. Gyakran ütközött a hatóságokkal, kockáztatva a szabadságát, sőt életét is a folyamatban. Például Joseph Goebbels haragja volt azzal, hogy egy német diplomatát kérdezett meg Hollandiában, hogy „Muss-náci” -ként (aki arra kényszerült, hogy pályafutásuk miatt csatlakozzon a náci párthoz); ennek következtében München szerződését visszavonták, és ideiglenesen tiltották Németországban dolgozni. Hitler maga is részt vett az elbocsátásában. Mivel azonban a náci faji és ideológiai politikák következtében Németországban hiányzott az első osztályú vezetők, a munkahelyi tiltás rövid idő után visszahúzódott. A harmadik birodalom fennállása során a Knappertsbusch számos más felfedezett sértést tett a náci tisztviselők iránt, és csak a kiváló nemzetközi hírneve és a nagyközönség nagy népszerűsége megmentette őt súlyosabb büntetésektől. 1936-ban Sir Thomas Beecham meghívta őt a Covent Garden-be, hogy eljusson, de a németországi távozás engedélyét visszatartották. Az 1930-as évek végén Bécsbe ment, hogy vezesse a Wiener Staatsoper-et, ezáltal figyelmen kívül hagyva a nácik politikáját, miszerint a német művészek Ausztriában nem működtek. Ugyanakkor Knappertsbusch a Salzburgi Fesztivál egyik feltörekvő művészévé vált, és továbbra is Bécsben és Salzburgban jelent meg az Anschluss, Ausztria 1938-as náci Németország általi csatlakozása során.
1944-ben hozzáadták az úgynevezett Gottbegnadeten listához (szó szerint „Isten-tehetséges lista”), amely kizárta őt katonai szolgálatból. Annak ellenére, hogy a náci rezsim iránti ellensége ellenére Knappertsbusch soha nem tekintett hazájából kivándorlásnak, mélyen gyökerezik a német művészetben és a kultúrában.
Amikor a második világháború véget ért, Knappertsbusch visszatért Münchenbe, ahol élete hátralévő részében élt és dolgozott. Bécsben folytatta a vendéglátást, valamint a Bayreuth Fesztiválon is fellépett. 1951-ben vezényelte a Nibelung gyűrűje első előadását a Bayreuthi Fesztivál újbóli megnyitása során, bár csak a Istenek alkonya él. A Parsifal ugyanebben az évben, amelyben Martha Mödl a Bayreuth-i premierjét Kundry-ként készítette el, e szerepkör marquee közé tartozik. Mödl, a huszadik század első számú Kundry és Wagner színésznője az évtized hátralévő részében ezt a szerepet Knappertsbusch alatt énekelte. A Bécsi Filharmonikusok egyik kedvenc vezetője volt, vezette a zenekart Bécsben, Salzburgban és külföldön, bár általában ritkán járta a német nyelvű világon kívül.
Egy ritka megjelenés Ausztrián és Németországon kívül 1956-ban történt, amikor a "Trisztán és Izoldát" -t Astrid Varnayval vezette a Párizsi Operaházban a Palais Garnier-ben.
Knappertsbusch híres Ludwig van Beethoven, Anton Bruckner, Johannes Brahms és Richard Strauss műveinek értelmezéséért, de legnagyobb öröksége Richard Wagner műveinek figyelemre méltó kezelése, amit leginkább szeretett. Széles körben tekintik az egyik legnagyobb Wagner-karmesternek. Művészileg Knappertsbusch ismert, hogy nagyon lassan, de intenzíven vezetett, hangsúlyozva a szépséget, a gravitát és a méltóságot. Személyisége szerény és egyszerű, ugyanakkor erőteljes és nagyon érzékeny. Ismert, hogy időnként képes volt minimális gesztikulációval lebonyolítani, szándékát egyszerűen megjelenéssel és néhány arckifejezéssel közvetítve. Az egyik legismertebb idioszinkratikus ereje az volt, hogy a próbákkal szembeni erős ellenszenvét, amit elkerülte, bármikor elkerülte. Ehelyett inkább az ösztönére és a spontaneitására támaszkodott. Szintén nem érdekelte a stúdiófelvételeket, ezért csak viszonylag kis számban létezik. Az előadásokról azonban számos élő felvétel áll rendelkezésre.
Knappertsbusch-t nagy figyelmet szentelték zenészei és a nagyközönség, különösen Münchenben, ahol a lakosok egyszerűen "Kna" -nak nevezték, és széles körben elismert kulturális ikon lett. Másrészt gyorsan haragudott, amikor próbált, és rendkívül durva volt a személyzetére, különösen énekeseire, egy példa erre Birgit Nilsson elleni legendás kitörése. Annak ellenére, hogy néha durva a külsején, és élete végéig egyre bizonytalanabb volt, a szívében humanista volt - Andreas Novák "ruppigen Humanisten" -nek nevezte ("dühös humanista"). A háború után kiderült, hogy Knappertsbusch segített üldözni a zenészeket a náci korszakban.
Knappertsbusch 1965-ben Münchenben halt meg combnyaktörés következtében. Sok felvétele, beleértve a történelmi sztereó felvételeket is, újra megjelent CD-n. A Decca 1951-ben Bayreuthba ment, hogy csak Parsifalt rögzítse, de Wieland Wagner és Knappertsbusch maga is jóváhagyta, a Decca is kísérletként rögzített Ring ciklust. John Culshaw, a Decca felvevő gyártó producere, csalódott volt a tetralógia első három operájának előadásában, de a Götterdämmerung lenyűgözte és szerkesztette egy változatát; de Decca nem bocsátotta ki. 1951-es és 1962-es Parsifal felvételeit nagyra értékelik; A bajor rádió az 1955-ös Parsifal szalagját tartja, de még nem adták ki. A Bayreuth-tól származó Parsifal élő előadásainak felvételei szinte az összes közbenső évtől elérhetőek, és 1964-ig terjednek.